# Brinícula

Formação de brinículas; (1) quando a água congela, a maioria das impurezas é repelida dos cristais de água, o gelo marinho é muito poroso, as cavidades entre o gelo contêm salmoura e água salina, (2) a água circundante torna-se mais salina à medida que a salmoura concentrada vaza. (3) A água rica em salmoura permanece líquida, e o aumento da densidade faz com que essa quantidade de água afunde. Estão dadas as condições para a criação de uma “brinícula”. (4) Suas bordas externas começam a acumular uma camada de gelo à medida que a água circundante, resfriada por esse jato abaixo de seu ponto de congelamento, congela em forma tubular ou de dedo e se torna autossustentável. (5) O jato frio descendente continua a crescer mais para baixo e atinge o fundo do mar. (6) Continuará a acumular gelo à medida que a água circundante congela. A salmoura viajará ao longo do fundo do mar em direção descendente

Uma brinícula (pingente de salmoura, também conhecida como estalactite de gelo ou dedo de gelo da Morte) é um tubo oco de gelo que cresce para baixo, envolvendo uma pluma de salmoura descendente que se forma sob o gelo marinho em desenvolvimento.
À medida que a água do mar congela no oceano polar, os concentrados de salmoura são expelidos do gelo marinho, criando um fluxo descendente de água densa, extremamente fria e salina, com um ponto de congelamento mais baixo do que a água circundante. Quando esta pluma entra em contato com a água do oceano ao entorno, sua temperatura extremamente baixa faz com que o gelo se forme instantaneamente ao redor do fluxo. Isso cria uma estalactite oca, conhecida como dedo da Morte.

## Formação
A formação de gelo a partir da água salgada produz mudanças marcantes na composição da água descongelada próxima. Quando a água congela, a maioria das impurezas é excluída dos cristais de água; o gelo da água do mar é relativamente "doce" em comparação com a água do mar a partir da qual é formado. Como resultado da expulsão das impurezas (como sal e outros íons) , o gelo marinho é muito poroso e esponjoso, bem diferente do gelo sólido produzido quando a água doce congela.
À medida que a água do mar congela e o sal é forçado a sair da estrutura de cristal de gelo puro, a água circundante torna-se mais salina à medida que a salmoura concentrada vaza. Isto reduz a sua temperatura de congelamento e aumenta a sua densidade . A redução da temperatura de congelamento permite que a água circundante rica em salmoura permaneça líquida e não congele imediatamente. O aumento da densidade faz com que esta camada afunde. Pequenos túneis chamados canais de salmoura são criados em todo o gelo à medida que essa água supersalina e super-resfriada se afasta da água pura congelada. O cenário está agora pronto para a criação de uma brinícula.
À medida que esta água salina super-resfriada atinge a água do mar descongelada abaixo do gelo, causará a criação de gelo adicional. A água se move de concentrações altas para baixas. Como a salmoura possui uma concentração menor de água, ela atrai a água circundante. Devido à baixa temperatura da salmoura, a água recém-atraída congela. Se os canais de salmoura estiverem distribuídos de maneira relativamente uniforme, a camada de gelo cresce uniformemente para baixo. No entanto, se os canais de salmoura estiverem concentrados numa pequena área, o fluxo descendente da salmoura fria (agora tão rica em sal que não pode congelar no seu ponto de congelamento normal) começa a interagir com a água do mar descongelada como um fluxo. Assim como o ar quente de um incêndio sobe como uma pluma, esta água fria e densa afunda como uma pluma. Suas bordas externas começam a acumular uma camada de gelo à medida que a água circundante, resfriada por esse jato abaixo do ponto de congelamento, congela. Uma brinícula foi agora formada, semelhante a uma "chaminé" invertida de gelo encerrando um fluxo descendente desta água super-resfriada e supersalina.
Quando a brinícula se torna suficientemente espessa, torna-se autossustentável. À medida que o gelo se acumula em torno do jato frio que flui para baixo, ele forma uma camada isolante que impede a difusão e o aquecimento da água fria e salina. Como resultado, a camada de gelo que envolve o jato cresce para baixo com o fluxo. A temperatura da parede interna da estalactite permanece na curva de congelamento determinada pela salinidade, de modo que à medida que a estalactite cresce e o déficit de temperatura da salmoura se transforma no crescimento do gelo, a parede interna derrete para diluir e resfriar a salmoura adjacente de volta ao seu congelamento. É como um pingente de gelo virado do avesso; em vez de o ar frio congelar a água líquida em camadas, a água fria que desce congela a água circundante, permitindo-lhe descer ainda mais fundo. Ao fazer isso, cria mais gelo e a brinícula fica mais longa.
O tamanho de uma brinícula é limitado pela profundidade da água, pelo crescimento do gelo marinho sobrejacente que alimenta seu fluxo e pela própria água circundante. Em 2011, a formação de brinículas foi filmada pela primeira vez. Foi confirmado que a salinidade da água líquida dentro da brinícula varia dependendo da temperatura do ar. Quanto mais baixa for a temperatura, maior será a concentração de salmoura. Em janeiro de 2014 ao longo da costa do Mar Branco registrou-se uma temperatura do ar de -1 °C, a salinidade da salmoura estava entre 30 e 35 psu, enquanto a salinidade no mar era de 28 psu. Quando a temperatura era −12 °C a salinidade da salmoura aumentou para entre 120 e 156 psu.

## Estrutura
No momento de sua criação, uma brinícula se assemelha a um tubo de gelo que desce da parte inferior de uma camada de gelo marinho. Dentro do tubo há água extremamente fria e salina produzida pelo crescimento do gelo marinho acima, acumulado através de canais de salmoura. A princípio, as brinículas são muito frágeis, as paredes são finas, mas o fluxo constante de salmoura mais fria sustenta o crescimento das brinículas e dificulta o seu derretimento que seria causado pelo contato com a água menos fria circundante. À medida que o gelo se acumula e as paredes ficam mais espessas, as brinículas tornam-se mais estáveis.
Uma brinícula pode, sob condições adequadas, atingir o fundo do mar. Para fazer isso, a salmoura superfria da camada de gelo acima deve continuar a fluir, a água circundante deve ser significativamente menos salina do que a salmoura, a água não pode ser muito profunda, a camada de gelo marinho acima deve estar parada e as correntes na área devem ser mínimas ou inexistentes. Se a água circundante for demasiado salina, o seu ponto de fusão será demasiado baixo para criar uma quantidade significativa de gelo em torno da pluma de salmoura. Se a água for muito profunda, é provável que a brinícula se solte sob o seu próprio peso antes de atingir o fundo do mar. Se a bolsa de gelo for móvel ou se as correntes forem muito fortes, a tensão romperá a brinícula.
Sob as condições certas, incluindo uma topografia favorável do fundo do oceano, pode ser criada uma piscina de salmoura. No entanto, ao contrário das piscinas de salmoura criadas por infiltrações frias, as piscinas de salmoura das brinículas são provavelmente muito transitórias, uma vez que o fornecimento de salmoura acabará por cessar.
Ao atingir o fundo do mar, continuará a acumular gelo à medida que a água circundante congela. A salmoura viajará ao longo do fundo do mar em direção descendente até atingir o ponto mais baixo possível, onde se acumulará. Quaisquer criaturas marinhas que vivem no fundo, incluindo estrelas-do-mar ou ouriços-do-mar, podem ser encerradas nesta teia de gelo em expansão e ficar presas, acabando por congelar até a morte.

## História da pesquisa
Brinículas são conhecidas desde 1960. O modelo geralmente aceito de sua formação foi proposto pelo oceanógrafo norte-americano Seelye Martin em 1974. A formação de uma brinícula foi filmada pela primeira vez em 2011 pela produtora Kathryn Jeffs e pelos cinegrafistas Hugh Miller e Doug Anderson para a série Frozen Planet da BBC.